# Longchamp-sous-Châtenois
Longchamp-sous-Châtenois é uma comuna francesa na região administrativa de Grande Leste, no departamento de Vosges. Estende-se por uma área de 4,85 km². Em 2010 a comuna tinha 77 habitantes (densidade: 15,9 hab./km²).